# آلیمنتوس
کینکیوس آلیمنتوس مورخ رومی‌ قرن سوم قبل از میلاد بود که سال‌نامه‌های رومی‌ را تا دومین جنگ پونیک به زبان یونانی نوشت‌.